# Sh2-169
Sh2-169 est une nébuleuse en émission faible visible dans la constellation de Cassiopée.
Elle est identifiée à environ 1°45' ouest-nord-ouest de la brillante β Cassiopeiae (Caph), qui représente l'extrémité ouest du W de Cassiopée. Son identification présente de nombreuses difficultés en raison de sa faiblesse, il est donc beaucoup plus facile de la capturer sur les photos à longue exposition, juste au sud-est de Sh2-168, plus lumineux, où elle apparaît comme un léger halo clair avec une étoile bleue au centre. Sa déclinaison fortement boréale fait qu'elle est facilement observable presque exclusivement depuis les régions de l'hémisphère nord. D'une grande partie de l'hémisphère nord, elle est plutôt circumpolaire.
C'est une petite région H II d'un diamètre d'∼ 7,1 a.l. (∼ 2,18 pc). Sa distance a été estimée à environ 2 300 pc (∼7 500 al), c'est-à-dire en correspondance avec le bras de Persée, l'un des principaux bras spiraux de la Voie lactée, légèrement au premier plan par rapport à l'association OB Cassiopeia OB5, qui comprend quelques amas ouverts et nébuleuses, telles que Sh2-173 et Sh2-177. L'étoile principale responsable de l'ionisation du gaz de Sh2-169 est cataloguée comme BD+59 786, une géante bleue de classe spectrale B0III, de magnitude 9,60 et clairement visible au centre de la grande nébuleuse de masse.